# Zdeněk Fierlinger

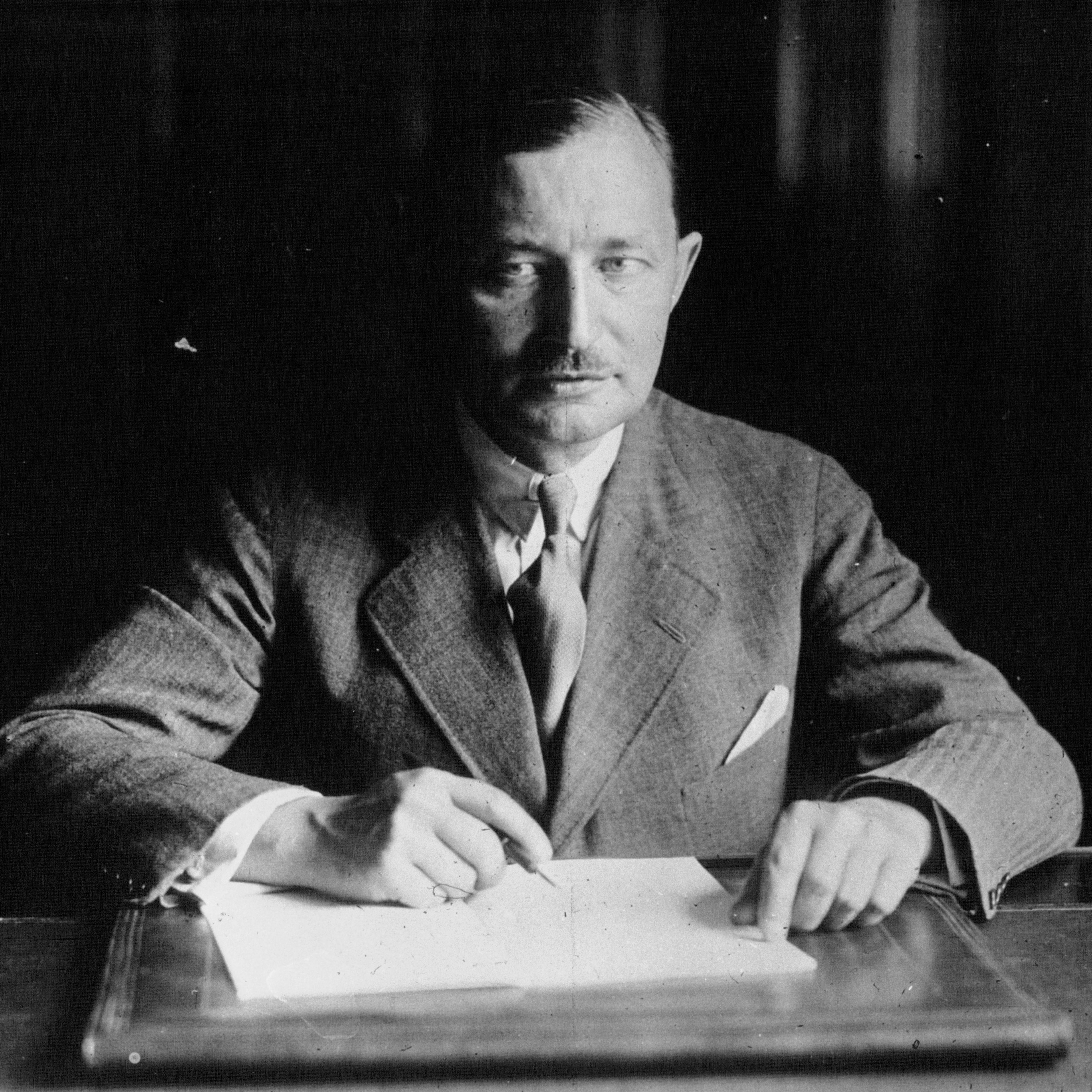
Zdeněk Fierlinger (1932)

Zdeněk Fierlinger (* 11. Juli 1891 in Olmütz, Mähren, Österreich-Ungarn; † 2. Mai 1976 in Prag, Tschechoslowakei) war ein tschechoslowakischer sozialdemokratischer und später kommunistischer Politiker, im Zweiten Weltkrieg Mitglied der Exilregierung in London und nach 1945 zweimaliger Ministerpräsident der Tschechoslowakei.

## Lebensweg und politisches Wirken
Zdeněk Fierlinger war Sohn eines akademischen Lehrers aus Olmütz. Er besuchte das dortige Gymnasium, später studierte er dort an der deutschen Handelsakademie. Er war 1910 bis 1913 in Rostow am Don Handelsvertreter und übernahm 1914 die Auslandsvertretung der amerikanischen McCormick Harvesting Machine Company in Russland. Im Ersten Weltkrieg war er Freiwilliger des Verbandes Česká družina im Range eines Offiziers und wurde 1917 Kommandeur des 1. Regiments der Tschechoslowakischen Legionen.
Nach dem Krieg war Fierlinger 1918/19 Chef der tschechoslowakischen Militärmission in Frankreich, wo er mit Edvard Beneš zusammentraf und, seit 1924 als Mitglied der tschechoslowakischen sozialdemokratischen Arbeiterpartei, zusammenarbeitete. Danach war er Gesandter in Den Haag, von 1921 bis 1924 in Washington, 1928 bis 1932 in Bern, gleichzeitig Delegierten beim Völkerbund in Genf, von 1932 bis 1936 Gesandter in Wien, von 1936 bis 1937 Leiter der politischen Sektion des Außenministeriums in Prag und von 1937 bis 1939 Gesandter in Moskau. Zu Beginn des Zweiten Weltkriegs emigrierte Fierlinger nach Frankreich, ging im Juni 1940 nach London und war 1941 bis 1945 Beauftragter der tschechoslowakischen Exilregierung in London.
Beeindruckt von der sowjetischen Zentralverwaltungswirtschaft, reiste Zdeněk Fierlinger 1931 für einige Wochen nach Moskau und veröffentlichte seine Eindrücke 1932 in Die Sowjetunion auf einem neuen Weg, auch publizierte er nachfolgend zahlreiche Artikel über das neue kommunistische System. Die außenpolitische Ausrichtung der Tschechoslowakei auf die Sowjetunion wurde durch seine Theorie von der Konvergenz zwischen Sozialismus und Kapitalismus begründet. Fierlinger nahm an, dass Osteuropa und Westeuropa näher zusammenrücken würden, da der einigende Sozialismus überall auf dem Vormarsch sei.
Als Zdeněk Fierlinger 1936 Leiter der politischen Abteilung des Außenministeriums in Prag war, beschloss er eigenmächtig einen Stopp von Waffenlieferungen an Portugal, worauf Portugal die außenpolitischen Beziehungen und den Handelsvertrag kündigte. Nachdem Fierlinger diese Schlappe überstanden hatte, kam er 1937 als Botschafter nach Moskau. Dort erlebte er die letzten Stalinschen Säuberungen; er war aber überzeugt, dass die Betroffenen von äußeren Gegnern unterstützt worden seien und lobte das harte Vorgehen von Josef Stalin zur Erhaltung seiner Macht. Fierlinger trat der Sozialdemokratie bei, vermutlich auf Rat des damaligen Außenministers Beneš, war jedoch nie in der Partei besonders aktiv; in den letzten Kriegsjahren engagierte er sich dann verstärkt in dem prosowjetischen Flügel der Partei.
Nach dem Münchner Abkommen und der Annexion des Sudetenlandes durch das nationalsozialistische Deutsche Reich wurde 1939 für Fierlinger die politische Situation wieder schwierig. Infolge der deutschen Annexion Tschechiens im März 1939 wurde er nach der Errichtung des Protektorats Böhmen und Mähren von deutschen und tschechischen Regierungsmitgliedern in Prag zum Rücktritt als Botschafter in Moskau aufgefordert. Nach der Unterzeichnung des Deutsch-sowjetischen Nichtangriffspaktes, der für Fierlinger völlig überraschend gekommen sein soll, wurde er am 14. Dezember 1939 von offizieller Seite aufgefordert, die Sowjetunion zu verlassen. Er ging ins Exil, zunächst nach Frankreich, dann nach London.
Nach dem deutschen Überfall auf die Sowjetunion kehrte Fierlinger, der sich zwischenzeitlich in Paris und London aufgehalten hatte, 1941 erneut als Botschafter nach Moskau zurück. Dort war er maßgeblich am Tschechoslowakisch-Sowjetischen Freundschaftsvertrag vom Dezember 1943 und nach Ende des Zweiten Weltkriegs am Tschechoslowakisch-Sowjetischen Uranvertrag vom 23. November 1945 beteiligt, welcher die Uran-Ausbeute und weitere Details des von sowjetisch-russischen Truppen besetzten Uranbergwerks in Jáchymov im Erzgebirge zum Inhalt hatte. Im Sommer 1944 sollte Fierlinger aus Moskau abberufen werden, doch Edvard Beneš verhinderte dies.
Fierlinger wurde unmittelbar nach dem Zweiten Weltkrieg am 5. April 1945 Ministerpräsident der Tschechoslowakei (Regierung Zdeněk Fierlinger I und Regierung Zdeněk Fierlinger II) und ab 2. Juli 1946 stellvertretender Ministerpräsident im Kabinett I der Regierung Klement Gottwald I. 1945–1948 war er (mit einer kurzen Unterbrechung) Vorsitzender der Tschechischen Sozialdemokratischen Partei (ČSSD). In der Regierungszeit von Fierlinger erfolgte in den Jahren 1945 und 1946 die Enteignung und Vertreibung der Deutschen aus der Tschechoslowakei, legalisiert durch die Beneš-Dekrete. Nach dem kommunistischen Februarumsturz 1948 und dem Zusammenschluss seiner Partei mit der Kommunistischen Partei der Tschechoslowakei (KPČ) war er 1948 Mitglied des Zentralkomitees (ZK), des Politbüros (1954) und des Parteipräsidiums der KPČ (1962). 1946/47, 1948 und 1949–1953 war er Stellvertretender Ministerpräsident, 1950–1953 Minister für kirchliche Angelegenheiten und 1953 bis 1964 Präsident der Nationalversammlung.
Fierlinger starb 1976 in Prag und wurde auf dem Zentralfriedhof in Olmütz begraben.

## Regierungen unter Fierlinger
- Regierung Zdeněk Fierlinger I (5. April 1945 bis 6. November 1945)
- Regierung Zdeněk Fierlinger II (6. November 1945 bis 2. Juli 1946)

## Schriften (Auswahl)
- Sovětské rusko na nové dráze. Ústřední dělnické knihkupectví a nakladatelství, Prag 1932, (Sowjet Russland auf einem neuen Weg).